# Rasbora laticlavia
Rasbora laticlavia és una espècie de peix de la família dels ciprínids i de l'ordre dels cipriniformes. Poden assolir els 11,2 cm de longitud total.
Es troba a Kalimantan (Indonèsia).